# 北向山不動院
北向山不動院（きたむきざんふどういん）は、京都市伏見区にある天台宗系単立の寺院。山号は北向山。本尊は不動明王。開山は覚鑁。近畿三十六不動尊第22番札所。

## 歴史
大治5年（1130年）、病にかかった鳥羽上皇はその病気平癒の祈祷を自らが帰依している真言宗の僧覚鑁に行わせたところ、不動明王が出現するなどして上皇は回復した。その後、上皇は勅命により覚鑁を開山として当寺院を建立し、勅願寺とした。
不動明王を本尊とし、平安京を鎮護する意味もあって不動明王像は北の平安京に向けられている。それによって「北向山」の名が付けられた。久寿2年（1155年）には播磨国大国庄を寺領として藤原忠実が境内の整備にあたった。
現在の本堂は正徳2年（1712年）に移築したものである。
「一願の護摩」といい、不動明王にその願いを聞いていただける、といわれている。
北向山不動院の東には近衛天皇の安楽寿院南陵が、北東には鳥羽天皇の安楽寿院陵が、西には白河天皇の成菩提院陵がある。

## 境内
- 本堂 - 正徳2年（1712年）に霊元天皇によって東山天皇の御殿を下賜され、移築したもの。本尊は重要文化財で康助作の不動明王像である。
- 開山堂
- 護摩堂
- 薬師堂
- 庫裏
- 山王大権現
- 稲荷大権現
- 鐘楼 - 梵鐘には済深親王の銘があり、元禄7年（1694年）に名越浄味によって鋳造されたもの。
- 山門

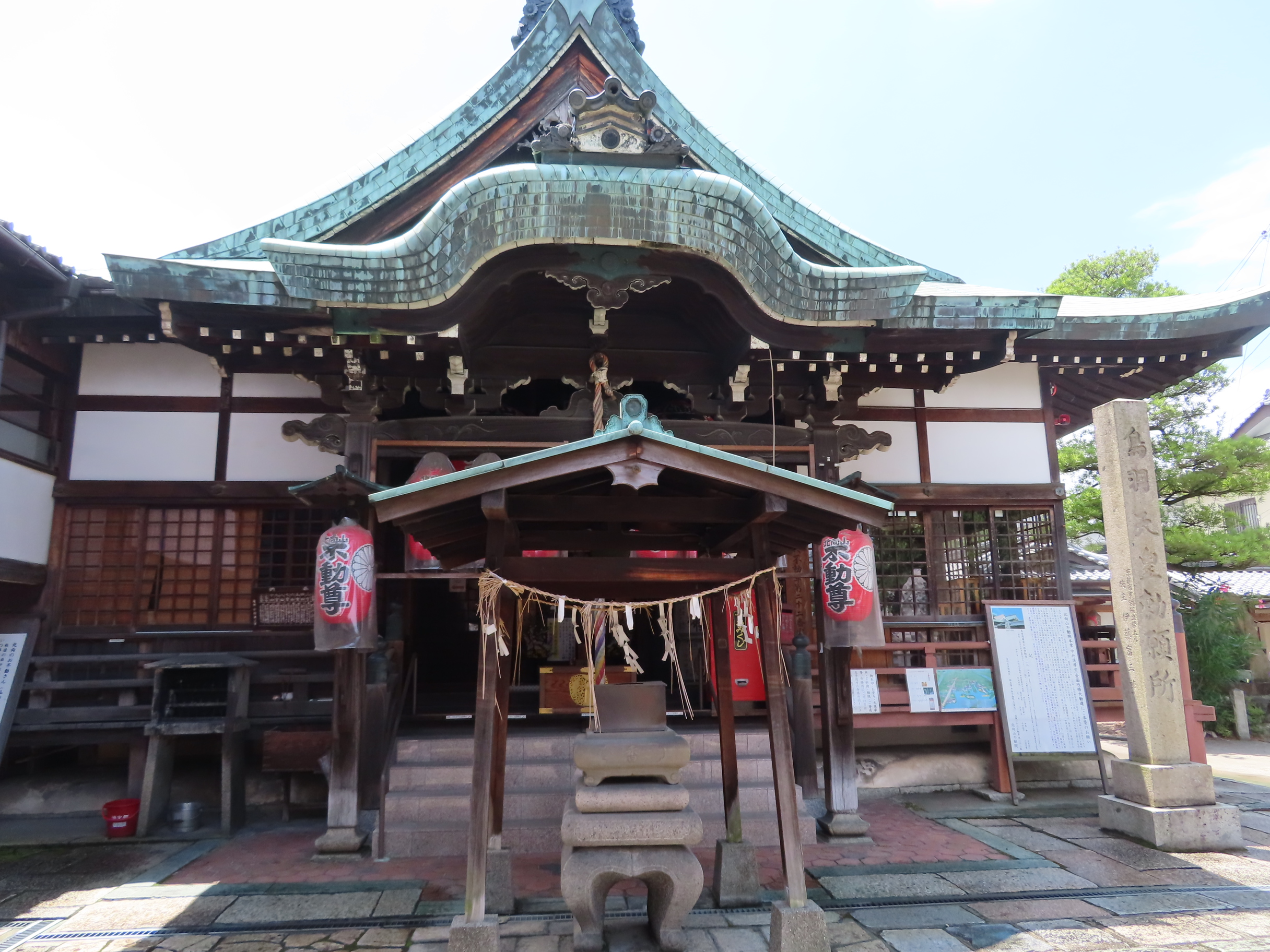
本堂

## 文化財

### 重要文化財
- 木造不動明王坐像 - 康助作。

## 前後の札所
近畿三十六不動尊霊場
21 中山寺　-　22 北向山不動院　-　23 醍醐寺五大堂

## 所在地
京都市伏見区竹田浄菩提院町61

## 交通アクセス
- JR京都駅より近鉄京都線に乗換え、京都市営地下鉄烏丸線と共有の竹田駅下車、6番出口を出て徒歩約10分。